# David Lyons (rugby à XV)
Pour les articles homonymes, voir David Lyons et Lyons.

a Compétitions nationales et continentales officielles uniquement.

b Matchs officiels uniquement.
Dernière mise à jour le 27 avril 2013.
David John Lyons, né le 15 juin 1980 à Orange, est un joueur de rugby à XV australien qui joue au Stade français. Il occupe le poste de troisième ligne centre ou aile.

## Biographie
Il joue en club avec le Sydney University FC dans le Shute Shield. Il débute avec les Waratahs dans le Super 12 en 2000 contre les Stormers. En 2004, il dispute son cinquantième match de Super 12 contre les Cats. En 2005, il joue les 13 matchs du Super 12 avec les Waratahs. Il effectue 40 test matchs avec l'équipe d'Australie, débutant en 2000 contre l'équipe d'Argentine. En 2008, il rejoint les Llanelli Scarlets pour disputer la Celtic League. En 2009, il connaît une sélection avec les Barbarians lors d'un match contre les Wallabies. Le 16 juin 2011, il rejoint à l'âge de 31 ans, le Stade Français afin de participer au renouveau de l'équipe de la capitale française menée par Thomas Savare et Richard Pool-Jones.

## Palmarès
- Vainqueur du Shute Shield en 2001
- Vainqueur du Tri-nations en 2001
- Finaliste de la coupe du monde en 2003

## Statistiques

### En club et province
- Nombre de capes en Super 12/14 : 93
- Nombre de points en Super 12/14 : 35
- Nombre de capes avec l'État de Nouvelle-Galles du Sud : 71
- Nombre de points avec la Nouvelle-Galles du Sud : 35

### En équipe nationale
- 44 sélections
- 20 points (4 essais)
- sélections par année : 2 en 2000, 2 en 2001, 6 en 2002, 11 en 2003, 12 en 2004, 7 en 2005, 1 en 2006, 3 en 2007
- Tri-nations disputés : 2001, 2002, 2003, 2004, 2005 et 2007
- En coupe du monde :
  - 2003 : 7 sélections (Argentine, Roumanie, Namibie, Irlande, Écosse, Nouvelle-Zélande, Angleterre)
  - 2007 : 1 sélection (Canada)